# Nakhon Nayok (província)
Nakhon Nayok é uma província da Tailândia. Sua capital é a cidade de Nakhon Nayok.

## Distritos
A província está subdividida em 4 distritos (amphoes). Os distritos estão por sua vez divididos em 41 comunas (tambons) e estas em 403 povoados (moobans).

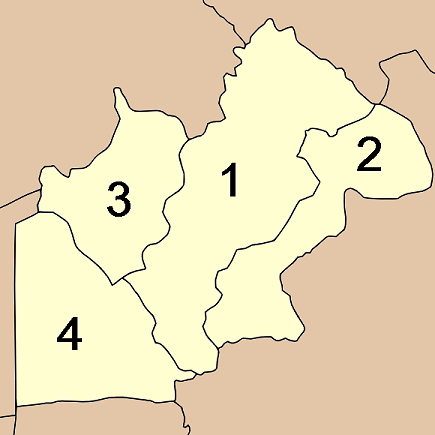
Distritos da província

| 1. Nakhon Nayok 2. Pak Phli | 1. Ban Na 2. Ongkharak |